# Frihetsligan
Frihetsligan (en suec La lliga de la llibertat, en àrab Al Sheikha) és una pel·lícula sueca de 1994 dirigida per Leyla Assaf-Tengroth i amb un guió de Assaf -Tengroth i Bo Bjelfvenstam. La pel·lícula va ser el debut d'Assaf-Tengroth com a director de llargmetratge.

## Argument
L'enregistrament va tenir lloc a Beirut al Líban amb Roland Lundin com a fotògraf i es va estrenar el 25 de febrer de 1994 al cinema Filmstaden a Estocolm. També ha estat mostrat per Sveriges Television i publicat en vídeo.
La pel·lícula representa la noia Schejka durant una guerra en curs al Líban.

## Repartiment
- Rim Al Hamad – Shejka
- Elie Kaii - Ahmed
- Walid Takriti – Ibrahim
- Alain Abi Rached – Kheled
- Selim Khalaf – Karim
- Patrick Joun – Ali
- Carole Abboud - mare
- Georges Kassouf – pare
- Rifaat Torbay – Abou Rachid
- Tony Aad – Fadi
- Aline Khallouf – Zeinab
- Laila Karam – àvia
- Julia Kassar – Sor Teresa
- Samih Achkouti - la policia
- Assar Reehdan – Nabil
- Pascale Harfouche - minyona
- Fida Noun: presonera
- Sassine Gerges – director de la presó